# Oliver Makor
Oliver Makor   (Monròvia, 9 d'octubre de 1973) és un exfutbolista liberià de la dècada de 1990.
Fou internacional amb la selecció de futbol de Libèria.
Pel que fa a clubs, destacà a Grenoble Foot, Limoges Foot i Ionikos.